# Bug (Rügen)

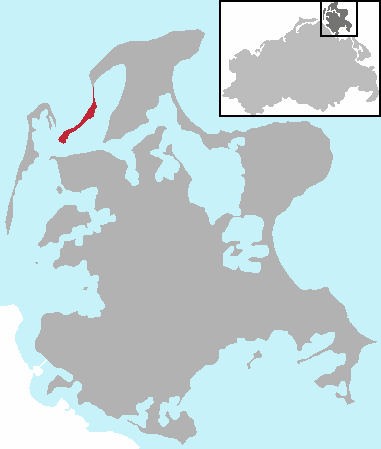
Lage des Bug auf Rügen

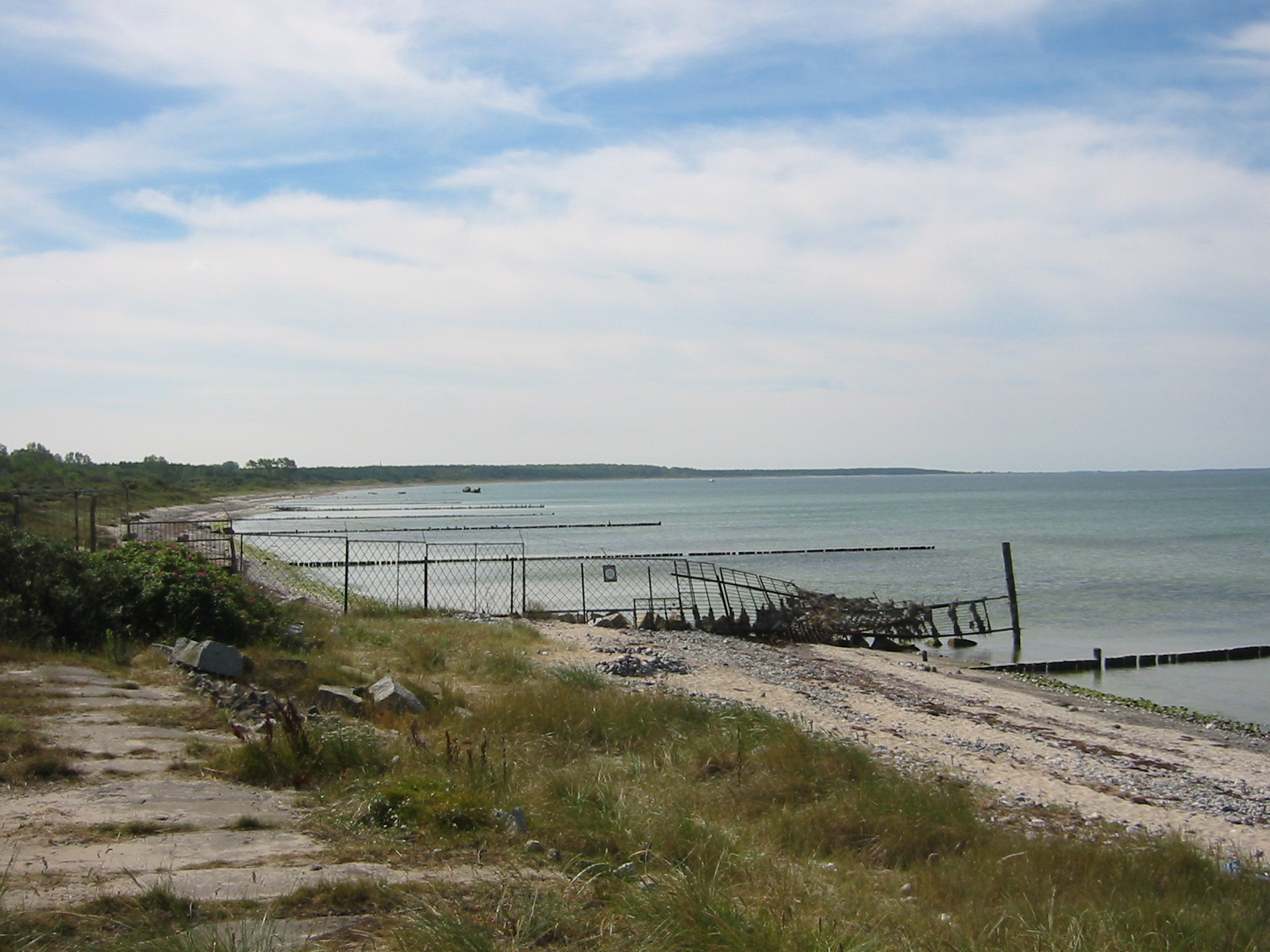
Blick vom Nordende nach Südwesten

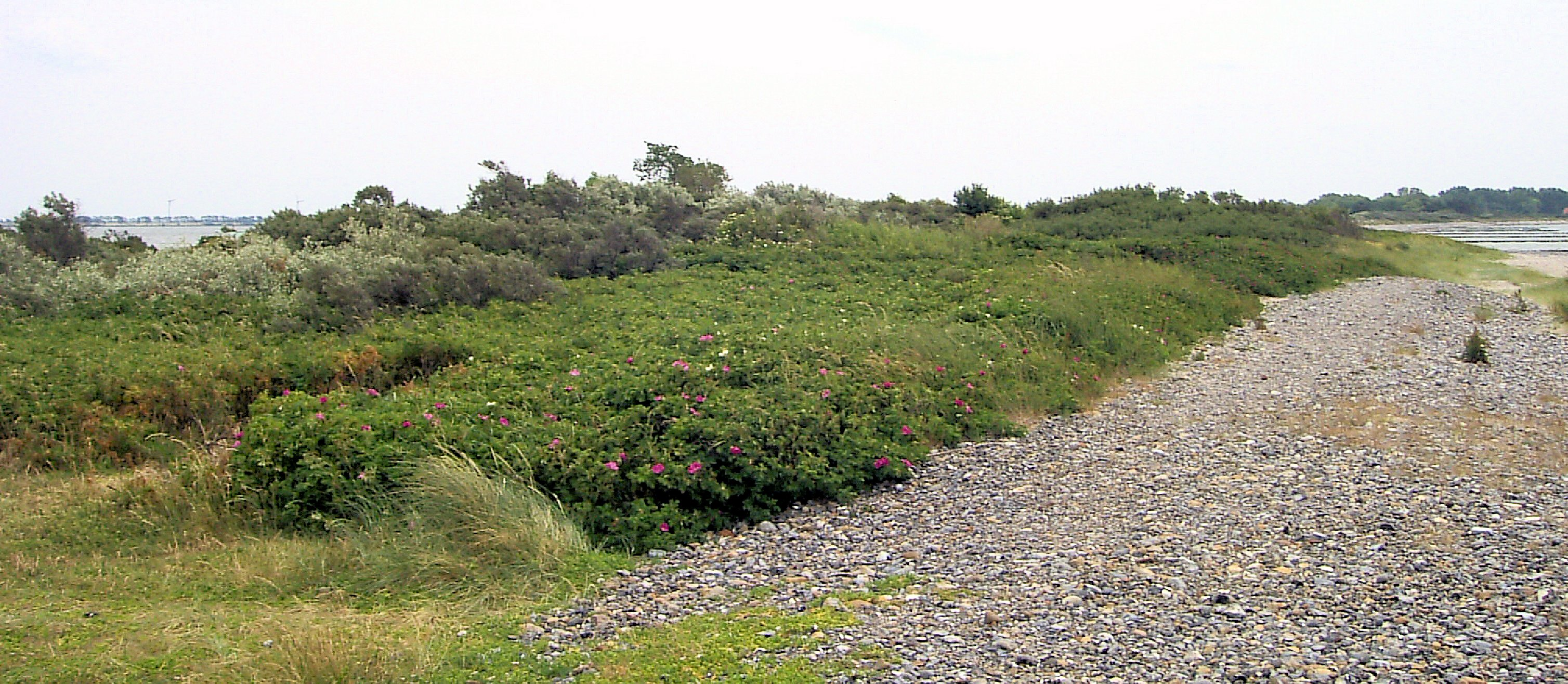
Schmalste Stelle der Halbinsel: links der Wieker Bodden, rechts die Ostsee-Außenküste

Als Bug wird die westlichste Landzunge der Halbinsel Wittow auf Rügen bezeichnet. Den früher dort vorhandenen Ort nannte man „Posthaus Wittow“. Der Bug beginnt südlich des Ortes Dranske, zu dessen Gemeinde er gehört.

## Namensherkunft
Der Name Bug wird zum einen auf den im Jahre 1284 erstmals urkundlich erwähnten Inhaber der Landzunge, Ritter Antonius de Buge, zurückgeführt. Zum anderen wird Bug von der deutschen Bedeutung „Biegung“ abgeleitet.

## Geografie
Die Halbinsel Bug erstreckt sich von Dranske aus über 8 km und eine Fläche von 500 ha in südwestlicher Richtung. Sie ist an der schmalsten Stelle im Nordosten nur etwa 55,0 Meter breit, im Südwesten misst die maximale Breite etwa 1500 Meter. Westlich schließt der Bug an die Ostsee an. Der nördliche Teil der Insel Hiddensee ist ihm ostseeseitig vorgelagert. Südwestlich grenzt der Vitter Bodden an den Bug. Im Nordosten trennen der Wieker Bodden und im Südosten der Buger Bodden und der Rassower Strom die Halbinsel von Rügen.
Die südlichste Spitze ist der Buger Haken. Weitere Sandhaken sind boddenseitig (von Nord nach Süd) Blevser Haken, Eckort, Fischer Haken und der Neubessin (nicht zu verwechseln mit dem benachbarten Neubessin der Insel Hiddensee).

## Geologie
Zwischen 1835 und 1930 wuchs der Bug durch Sandanlagerung jährlich um durchschnittlich sechs Meter. Er ist als größter Sandhaken der Insel Rügen weiter im Wachsen begriffen. Das Windwatt vor der Insel Hiddensee am Altbessin und der Neubessin breiten sich bis zum Bug aus. Nur eine regelmäßig freigespülte Fahrrinne trennt den Bug von der Insel Hiddensee.

## Flora und Fauna
Der südliche Teil des Bug gehört seit 12. September 1990 zum Nationalpark Vorpommersche Boddenlandschaft. Der Bug war viele Jahrzehnte militärisches Sperrgebiet. Dadurch konnte sich die Natur einigermaßen ungestört entwickeln.
Der Bug umfasst Wälder, Dünen und artenreiche Feuchtgebiete. Die Wälder wurden zum größten Teil als Forst angelegt. Wie im Nordosten der benachbarten Insel Hiddensee bietet die Neulandbildung im Süden des Bug Lebensraum für zahlreiche wirbellose Tiere wie Würmer und Muscheln. Diese reichhaltige Nahrungsquelle zieht seltene einheimische Vogelarten wie auch zahlreiche Zugvögel an. 1998 wurde als damals einziges Vorkommen dieser Art in Deutschland das Klebrige Leimblatt (Silene viscosa) durch Heinz Henker und E. Schreiber nachgewiesen.

## Geschichte

### 16.–19. Jahrhundert
Christoph von der Lancken stellte 1540 Großreusen für den Fischfang auf. Bei einem Sturmhochwasser 1615 wurde der Bug völlig überflutet. Im Jahre 1683 eröffnete man die Postlinie Stralsund–Bug–Ystad, die der schwedische Postsegler „Hiorten“ von 1692 bis 1702 befuhr. Als Zwischenstation wurde 1684 eine Poststation, ein Posthaus mit Anleger, errichtet. Zehn Jahre später erhielt die Halbinsel im Rahmen der schwedischen Landesvermessung den Flurnamen „Posthaus“. Um 1700 war der Bug wegen der Rodung unbewaldet und bestand zum größten Teil aus Sandsteppe und Weideland.
Zwischen 1806 und 1810 war die Postlinie eingestellt. Am 19. November 1817 traten die Seefahrtseinrichtungen der Königlichen Regierung für das Fahrwasser zum Bug in Dienst. Die Wiedereröffnung der Route Bug–Ystad fand mit Dampfschiffen 1822 statt. 1853 errichtete man auf dem Bug einen Wetterbeobachtungsstützpunkt. Die Postlinie Stralsund–Bug–Malmö wurde 1864 täglich von den Schiffen „Oskar“ und „Pommerania“ befahren. Beim Posthaus Bug wurde 1865 eine Telegrafenstation errichtet.
Das große Sturmhochwasser am 12./13. November 1872 trennte den Bug von Wittow. In den Jahren 1887/1888 wurde der Bug wieder aufgeforstet, 1895 ein Forsthaus errichtet. Im selben Jahr begann der Lotsenbetrieb. Am 29. April 1897 dippte der Dampfer „Oskar“ zum letzten Mal die Flagge am Posthaus Bug.

### Erster Weltkrieg
Während des Ersten Weltkriegs gab es auf dem Bug eine Seeflugstation, aufgebaut von 1916 bis 1918. Eröffnet wurde die Station am 27. Januar 1917 auf dem Markt in Wiek/Rügen. Am 1. November 1918 eröffnete man eine Anbindung an die Rügensche Kleinbahnlinie Bergen–Altenkirchen, die bei Wiek/Rügen auf die Hauptlinie traf. Entsprechend den Bestimmungen des Versailler Vertrags wurden alle militärischen Einrichtungen unter die Kontrolle des britischen Flottenkommandos gestellt. Dieses ließ bis 1920 die Seeflugstation demontieren. Der Verkehr auf der Kleinbahnstrecke wurde ebenfalls 1920 eingestellt und die Gleisanlagen bis Dranske abgebaut. Die nördlich stehenden Gebäude wurden nicht abgerissen, sondern dienten von 1920 bis 1930 dem Deutschen Beamten- und Wirtschaftsbund als Erholungsheim. Die Anreise der Gäste erfolgte per Schiff von Stralsund aus.
Im Jahre 1921 wohnten in der Siedlung Bug-Posthaus elf Familien (zwei Zollbeamte, zwei Zollbootsleute, ein Lehrer und sechs Lotsen). Die Siedlung bestand aus drei Lotsenhäusern, dem Zollhaus und der Schule. Jede Familie betrieb eine kleine Landwirtschaft mit ein bis zwei Kühen und Gemüseanbau. Ab 1931 begann der Neubau von – zunächst für zivile Verwendung vorgesehenen – Flugzeughangars, da die Errichtung einer Pilotenschule geplant war.

### Zweiter Weltkrieg
1933 begann der Aufbau eines See-Fliegerhorstes mit einem kleinen Landflugplatz im Süden. 1939 befanden sich auf dem Bug mehrere große Flugzeughangars, Kasernengebäude und Versorgungseinrichtungen. Der Stützpunkt diente als Ausbildungsstützpunkt für Piloten, Bordschützen, Funker und Aufklärer, es wurden aber keine Kampfeinsätze von hier aus geflogen. Ab Herbst 1944 bis 4. Mai 1945 war die Seenotgruppe 81 unter „Flugkapitän“ Hauptmann Karl Born hier stationiert, siehe u. a. Seenotstaffeln der Wehrmacht. Ab Mai 1945 füllten sich der Bug und Dranske mit Flüchtlingen. Im Winter 1945/46 starben etwa 90 Menschen an Entkräftung und Typhus. Sie wurden auf dem Bug an verschiedenen Stellen in Decken gewickelt beigesetzt.

### Neuzeit
1948/1949 sprengte und demontierte die Rote Armee die Einrichtungen auf dem Bug, unter anderem auch den asphaltierten Flugplatz, der daraufhin mit Pappeln bepflanzt wurde. Der Bug blieb 1947–1950 unbewohnt, was der Natur die Chance zur ungehinderten Ausbreitung bot. Ab dem Jahre 1950 wohnte ein Pensionshirte, Gustav Zingrefe (Onkel Gustav genannt), am Südbug. Dieser wurde zum Anlaufpunkt für viele Gäste des Bugs, hauptsächlich für Segler und Campingfreunde. Von 1954 bis 1960 gab es auf dem Bug die Jugendherberge „Gerhart Hauptmann“ und einen Zeltplatz.
1961 bis 1965 errichtete man einen Stützpunkt für die 6. Flottille der Volksmarine. Bis 1990 war der Bug Stützpunkt der Schnellbootflottille und Sperrgebiet. Die Bundesmarine wickelte den Schnellbootstützpunkt 1990/1991 ab.
Von 1993 bis 1999 gab es eine internationale Ausschreibung, verschiedene Nutzungskonzepte wurden vorgestellt. 2001 kaufte die Firma Oetken aus Oldenburg die 209 ha große Militärliegenschaft. Sie begann mit der Sanierung des Bug, dem Abriss fast aller alten Gebäude und der Planung eines Ferien- und Freizeitzentrums (Marina mit 400 Liegeplätzen sowie 2.000 Gästebetten in unterschiedlichen Kategorien). Seit 2002 lag das Projekt mangels ausreichender Finanzierung jedoch still. Im Jahr 2021 wurden Pläne veröffentlicht, die auf rund 225 Hektar Fläche den Bau eines 680 Millionen Euro teuren Ferien-Resort vorsahen mit Erlebnishafen, vier Hotels, fast 300 Ferienhäusern und eigenen Restaurants.